# Akure
Akure – miasto w Nigerii, stolica stanu Ondo. Według danych szacunkowych z 2012 roku liczyło około 940 tys. mieszkańców. W okolicach miasta odnaleziono najstarsze w Afryce Zachodniej skamieniałe szczątki człowieka, datowane na 11 tys. lat.
Miasto jest siedzibą uczelni: Federal University of Technology. Mieszczą się tu również liczne rozgłośnie radiowe i telewizyjne. Akure jest ośrodkiem handlu. Posiada stadion drugoligowego klubu piłkarskiego.
W mieście rozwinęło się rzemiosło tkackie oraz przemysł drzewny. Akure stanowi ważny ośrodek produkcji i handlu ziarnem kakaowym.